# Arts martiaux coréens
Les arts martiaux coréens sont des pratiques et des méthodes de combat militaires, à mains nues ou armées, qui ont été développées en Corée à la fois par des militaires et des civils dans différents buts d'autodéfense, de développement personnel, de loisir culturel et de compétition sportive. Parmi les plus connus, on peut citer le taekwondo, le hapkido et le taekkyon, ce dernier ayant été inscrit au patrimoine culturel immatériel de l'humanité de l'UNESCO en 2011.

## Origines

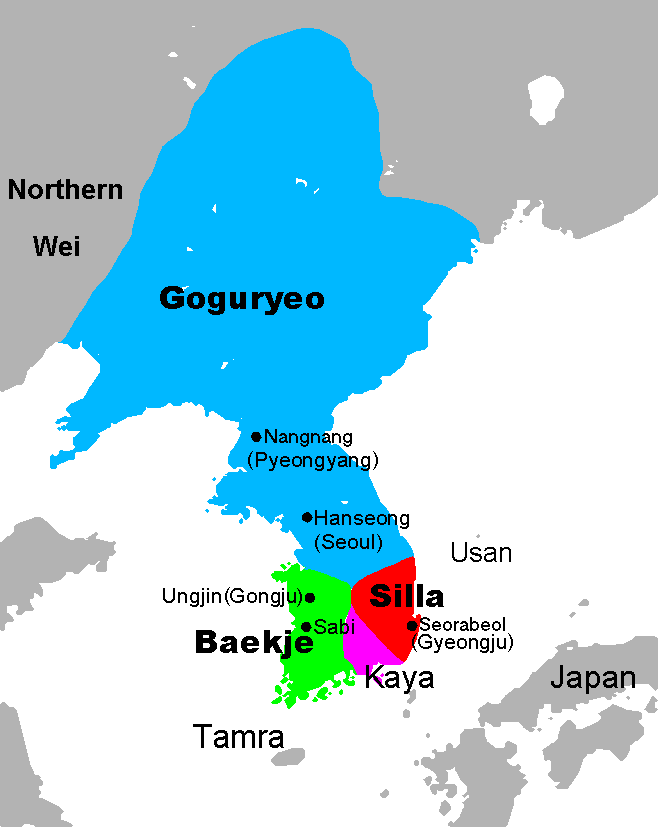
Carte des Trois Royaumes de Corée à la fin du Ve siècle

Les arts martiaux coréens reposent sur une tradition très ancienne, qui existait bien avant le Moyen Âge en Corée, à travers de nombreuses écoles, sous le nom de Gubah (수박), Subakhi, Subyok, Taekkyeon (태껸), Bikaksul, Subyokta et Gweonbeop (권법).
Les plus anciennes traces sont décelables à travers l’histoire orale et les objets issus de l’époque des trois premiers royaumes de Corée (Goguryeo (고구려), Baekje (백제) et Silla (신라)) ; ainsi, la découverte en 1935 par des archéologues japonais de deux tombes royales (sur les plafonds desquels sont représentés des techniques et des positions de combat) atteste sans doute l’existence d’arts martiaux originels dans le royaume de Goguryeo, d’autres trouvailles archéologiques allant dans le même sens.
Ce passé historique est principalement retracé par les peintures murales des tombes royales de l'époque Goguryeo (royaume fondé en 37 av. J.-C. par Gojumong (고주몽), plus connu sous le nom de roi Dong Myeong Sung, et qui perdura jusqu’en 668). Les fresques de Muyang Chong et de Don Su-myo représentent des scènes d’entraînement, et celles de Samsil Chong montrent un homme dans une pose basique d’art martial. La datation historique de ces fresques oscille entre l’an 3 et l’an 427 de notre ère.
Une tribu qui avait fui de Goguryeo, Baekje, s’installa aux abords du bassin de la rivière Han (한). Le chef, Onjo-wang (온조왕), unifia toutes les tribus existantes et forma l’ancien royaume de Baekje en 18 av. J.-C. Comme dans les autres royaumes, les arts martiaux jouaient un rôle significatif dans la défense du pays. Ainsi naquit le susa (comparable au Hwarangdo de Silla). À cette époque, le subyokta, était pratiqué dans les villages du royaume sous la forme d'événement populaire, le gagnant des compétitions pouvant parfois devenir chef de village ou militaire. Ce fut néanmoins dans le plus petit des trois royaumes, Silla, que fleurirent les arts martiaux qui lui permirent de lutter avec plus ou moins de succès autant contre les attaques des royaumes voisins que contre celles des îles japonaises.
Le royaume de Silla fut fondé par Park Hyuk Geosae en 37 av. J.-C. et perdura jusqu’en 935 de notre ère. Bien qu’en plus d’être le plus petit des trois royaumes, Silla fut une société dite "primitive", celui-ci influença directement le développement des arts martiaux coréens. Au départ désorganisé, ce royaume devint sous l’impulsion de son fondateur le plus puissant des trois royaumes, notamment grâce au développement d’une armée unie et disciplinée (dont les valeurs ne sont pas sans rappeler celles des chevaliers des chansons de geste du Moyen Âge en Occident). Le Hwarangdo (화랑도) créé par le 24e roi de Silla était d'abord une organisation militaire d’élite constituée par des soldats ayant fait leurs preuves durant la bataille. Ces jeunes recrues, appelés Hwarang (화랑) (jeunes nobles, « chevalier à la fleur »), pratiquaient une nouvelle forme d’art martial codifié, parallèlement aux autres matières institutionnelles. Leur influence ne fut probablement pas sans conséquence sur l'histoire militaire du royaume qui put tant maintenir ses ennemis à l'écart qu'unifier la Corée en 688 ap. J.-C. Notons qu'à cette époque, les arts martiaux traditionnels coréens prirent une ampleur particulière dans les institutions.
En 935, alors que tombe le royaume de Silla, se met en place la dynastie Goryeo (고려), fondée en 918 par Wang Geon (왕건). Dans les mémoires de Goryeo, un art martial proche du taekwondo fut d’abord appelé subakhi. Populaire auprès du peuple de Goryeo, il est probable que, de même qu'auparavant dans les autres royaumes, les rois aimaient assister aux compétitions de subakhi et récompenser les gagnants. Il est de notoriété que l’université nationale de Goryeo et la plus grande institution éducative sur la pensée confucéenne de l’époque, « Gukjagam », enseignaient systématiquement le subakhi jusqu'au plus haut niveau. En outre, la dynastie connut un essor commercial qui permit les échanges culturels, dont le subakhi. Inversement, le royaume subit les influences d'arts martiaux étrangers.